# 181920 films
『181920 films』（ワン・エイト・ワン・ナイン・トゥー・ゼロ・フィルムス）は、日本の女性歌手・安室奈美恵の1作目のビデオ・クリップ集である。VHS、LDは1998年7月1日発売。DVDは2000年9月27日発売。発売元はavex trax。

## 解説
VHSは初回生産分のみ特別カラー仕様。
「TRY ME 〜私を信じて〜」、「太陽のSEASON」、「Stop the music」は原盤権の許諾が所属のライジングプロダクション側に保有されている事とレコード会社がEMIミュージック・ジャパンである為、本作には収録されていない。また「SWEET 19 BLUES」に関しては、PVは存在するものの、本作には収録されておらず、2014年に発売されたバラード・ベストアルバム『Ballada』にて初商品化となった。
2002年3月13日に本作と次作『filmography』が1枚のDVDにコンパイルされた『181920 films + filmography』、2004年3月31日にベスト・アルバム『181920』と本作がセットになった『181920 & films』（CD+DVD）が発売された。

## 収録曲
1. Body Feels EXIT
2. Chase the Chance
3. Don't wanna cry
4. You're my sunshine
5. a walk in the park
6. CAN YOU CELEBRATE?
7. How to be a Girl
8. Dreaming I was dreaming

## 発売形態
| 形態 | 発売日        | 品番       | 備考                           |
| ---- | ------------- | ---------- | ------------------------------ |
| VHS  | 1998年7月1日  | AVVD-90039 | 初回生産分のみ特別カラー仕様。 |
| LD   | 1998年7月1日  | AVLD-80013 |                                |
| DVD  | 2000年9月27日 | AVBD-91025 |                                |